# Екотуризм на Байкалі

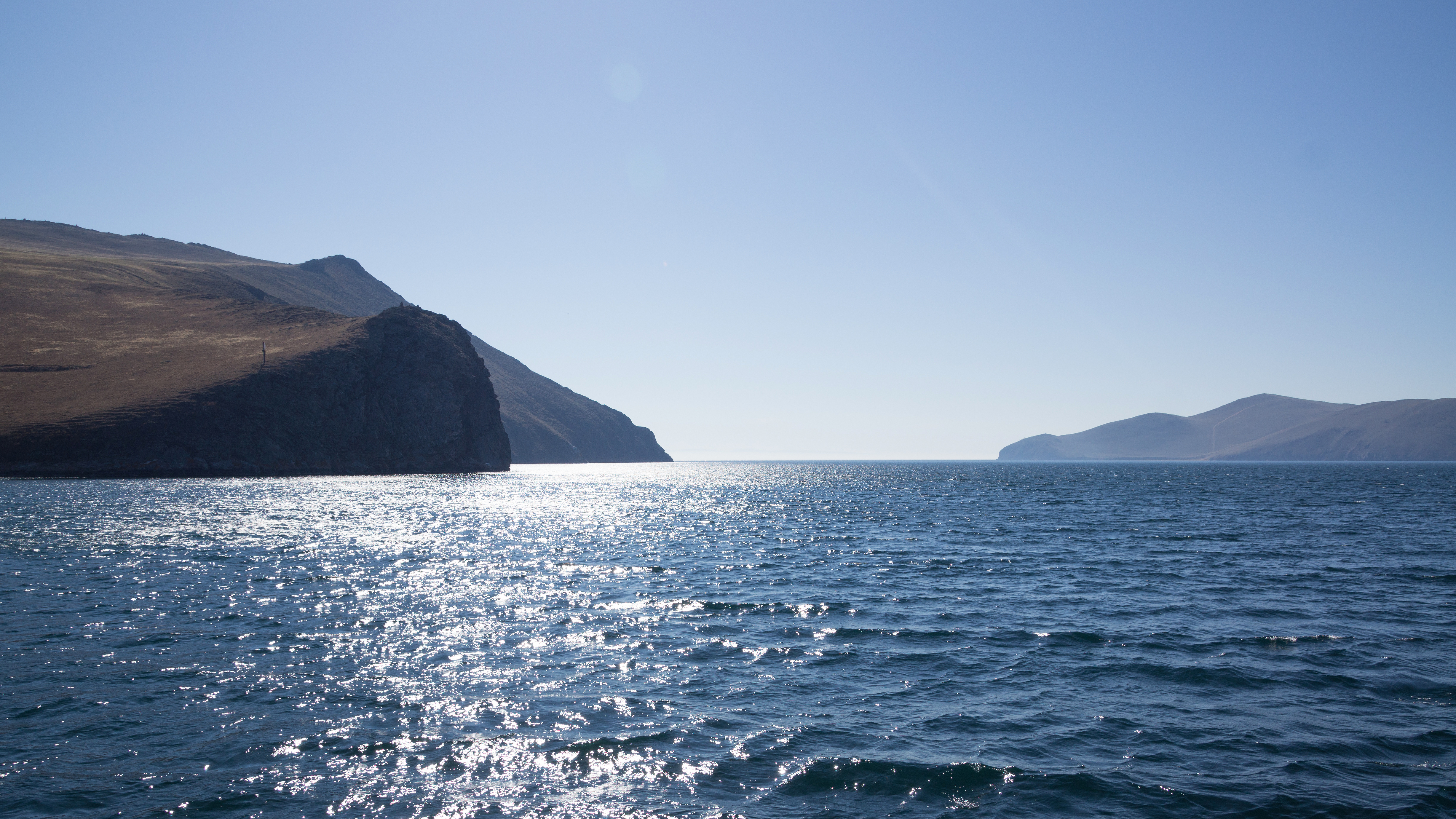
Байкал

Найглибше на планеті озеро Байкал на півдні Східного Сибіру та його мальовничі околиці з унікальною різноманітністю флори і фауни з кожним роком приваблюють все більше і більше шанувальників екотуризму. Унікальна екологічна система регіону робить перспективи розвитку тут цього виду відпочинку виключно сприятливими, незважаючи на деякі існуючі сьогодні проблеми: недостатньо добре розвинену туристичну інфраструктуру і транспортні труднощі, а також забруднення навколишнього середовища викидами Байкальського целюлозно-паперового комбінату.
Система державного екологічного моніторингу озерної системи знаходиться на стадії формування. Однак вже й сьогодні існує достатня кількість екотурів самим Байкалом, його островами та узбережжям.
Перший місцевий екологічний тур — Навколобайкальською залізницею — був розроблений в 80-тих роках XX століття Іркутським Бюро міжнародного молодіжного туризму «Супутник».
Сьогодні ж багатьма туристичними організаціями Байкальського регіону регулярно проводяться заходи щодо створення та екологічного благоустрою туристичних стежок, вихованню в мандрівників дбайливого ставлення до природи, проведення спортивних та екскурсійних заходів в поєднанні з екологічними роботами.

## Літні тури
Сприятливий час для відпочинку на озері — період з травня по жовтень. Липень і серпень — найспекотніший час, коли можна купатися. Температура повітря може досягати +30° C, а на мілководді може прогріватися до +25° C.
Влітку на Байкалі туристам пропонують:
- Пляжний відпочинок.
- Піші походи по узбережжю.
- Автомобільні та велосипедні екскурсії.
- Занурення з аквалангом.
- Сплави на байдарках і катамаранах.
- Кінні прогулянки.
- Катання на квадроциклах.
- Вертолітні екскурсії.
- Сходження на скелі узбережжя і спуск в печери.
- Риболовлю. У водах Байкалу налічується понад 55 видів риб. Активно ловлять тут щуку, харіуса, окуня, омуль, сорогу, ленка, сига, миня та ін., до того ж, особливо великих розмірів. Рибалки-любителі можуть орендувати судно для риболовлі (або ловити з прибережних скель) та оселитися на спеціалізованих рибальських базах різного рівня комфорту на свій вибір. Популярні серед рибалок місця: затока Мухор, Чівиркуйська затока, мілководні бухти Малого Моря, місцеві річки.

## Зимові тури
У зимовий час екотуристам пропонують наступні види відпочинку:
- Підлідна риболовля. Сезон триває з кінця грудня до середини травня. Професійні інструктори допоможуть підготувати правильну лунку в надзвичайно прозорому льоду, організують пікнік на льоду з гарячою їжею і поділяться секретами комфортного самопочуття в сорокаградусні морози, які на Байкалі — не рідкість. Для тих, хто більш цінує зручності, підійде рибаловля в березні й квітні, коли лід ще міцний, але температура повітря вже може досягати плюсових позначок.
- Катання на собачих упряжках. Спеціалізовані тури передбачають маршрути різної складності та протяжності.
- Прогулянки на снігоходах. Надаються різні програми, в залежності від рівня підготовки туристів.
- Вертолітні екскурсії.
- Катання на гірських лижах, сноубордах і санках. На узбережжі відкриті численні пункти прокату гірськолижного спорядження.

## Дитячі тури
Дитячий туризм на Байкалі передбачає розміщення малюків в літніх дитячих таборах з насиченою туристичною, екскурсійною та творчою програмами, а також санаторно-оздоровчі заходи на спеціалізованих базах.

## Велика Байкальська стежка
Міжрегіональна громадська організація «Велика Байкальська стежка», створена в 2003 році, за мету називає виховання у мандрівників дбайливого ставлення до природи, створення і розвиток інфраструктури екотуризму для підтримки сталого розвитку Байкальського регіону, а також збереження традицій і культури місцевих жителів, підвищення рівня їхнього життя шляхом створення нових джерел доходів і мотивації до збереження навколишнього середовища.
Організація проводить міжнародні програми для молоді, облаштовуючи і реконструюючи екологічні стежки, проводячи лекції для школярів з метою екологічної просвіти в галузі охорони природи, беручи участь в спеціалізованих проектах спільно з іншими організаціями, зацікавленими в еколого-освітній роботі.

## Галерея
- Піша Велика Байкальська стежка
- Круїз на екскурсійному теплоході
- Вітрильний спорт
- Навколобайкальська залізниця